# Anastácio (neto de Teodora)
Anastácio (em latim: Anastasius) foi um oficial bizantino do século VI, ativo no reinado do imperador Justiniano (r. 527–565). Era filho duma dama de nome desconhecida, filha única de imperatriz Teodora (r. 527–548), com seu esposo de nome também desconhecido. Apesar de ser ilegítimo, assim como sua mãe, aparentemente foi tratado com plena legitimidade por Justiniano. Os autores da PIRT sugeriram que ele pode ser identificado com o cancelário da Lucânia e Brúcio que esteve ativo ca. 533/7. Ca. 543 casar-se-ia, por influência de sua avó, com Joanina, única filha do general Belisário com Antonina; Procópio relata que o motivo da união foi o interesse de Teodora em conseguir a riqueza de Belisário. Essa união, contudo, seria dissolvida logo após a morte da imperatriz em 548.